# Principato del Galles
Il Principato del Galles (in lingua gallese: Tywysogaeth Cymru) esistette tra il 1216 ed il 1536, estendendosi per circa i due terzi dell'attuale Galles durante la sua maggiore estensione tra il 1267 ed il 1277. Per gran parte della propria storia, rimase "annesso ed unito" alla corona inglese. Per alcune generazioni, tuttavia, specificamente il periodo dalla sua fondazione nel 1216 fino al completamento della conquista del Galles da parte di Edoardo I d'Inghilterra nel 1284, fu de facto indipendente e governato da un Principe del Galles gallese, che tuttavia giurava fedeltà al Sovrano d'Inghilterra.
Il Principato fu fondato formalmente nel 1216 al Consiglio di Aberdyfi e fu in seguito riconosciuto dal Trattato di Worcester tra Llywelyn il Grande del Galles ed Enrico III d'Inghilterra. Il trattato prese atto della realtà politica del Galles e dell'Inghilterra del XIII secolo, e le loro relazioni con i domini dei Plantageneti, il cosiddetto impero angioino. Il principato mantenne un elevato grado di autonomia, caratterizzato da una giurisprudenza legale separata basata sulle leggi già istituite del Cyfraith Hywel, e dalla sempre più sofisticata corte del Casato di Aberffraw. Nonostante dovesse fedeltà al re angioino d'Inghilterra, il principato era de facto indipendente, con uno status all'interno dell'impero similare a quello del Regno di Scozia. La sua esistenza è stata vista come prova che vi erano tutti gli elementi necessari per la crescita dello stato gallese.
Il periodo di indipendenza de facto ebbe fine con la conquista del Principato da parte di Edoardo I tra il 1277 ed il 1283. Con lo Statuto di Rhuddlan, il Principato perse la sua indipendenza e divenne effettivamente un territorio annesso alla Corona inglese. Dal 1301, le terre della corona nel Galles settentrionale e occidentale formarono parte dell'appannaggio dell'erede al trono, con il titolo di "Principe del Galles". Con l'ascesa al trono del Principe, le terre tornavano di proprietà della corona; in questo periodo, in due occasioni i pretendenti gallesi al trono si ribellarono, anche se nessuno dei due ebbe successo.
Sin dalle leggi sulle leggi del Galles del 1535 e 1542, che incorporarono formalmente tutto il Galles nel Regno d'Inghilterra, non vi sono basi geografiche o costituzionali per descrivere nessuno dei territori del Galles come principato, anche se il termine viene occasionalmente utilizzato in senso informale per descrivere la nazione, e in relazione al titolo onorifico di Principe del Galles.

## Fondazioni
Il Principato del Galles del XIII secolo aveva come base le terre storiche governate dalla famiglia Aberffraw, le terre del Galles del nord che comprendevano tradizionalmente Ynys Môn, Gwynedd-Uwch-Conwy (Gwynedd sopra il Conwy, o Alto Gwynedd), ed il Perfeddwlad (il Paese di mezzo) anche conosciuto come Gwynedd-Is-Conwy (Gwynedd sotto il Conwy, o Basso Gwynedd). Terre aggiuntive furono acquisite tramite il vassallaggio o la conquista, e riconquistando terre perse a favore dei signori delle marche, in particolare quelle di Perfeddwlad, Powys Fadog, Powys Wenwynwyn, e Ceredigion.
I precedenti sovrani del Galles si erano definiti in diversi modi, di solito in relazione ai loro possedimenti, come "Signore di Ceredigion" o "Re di Builth". I più potenti erano spesso chiamati come "Re dei Britanni". Dato che il Galles costituiva un'area geografica definita con confini generalmente accettati, anche al di fuori dei legami con l'Inghilterra, ognuno al quale veniva conferito il titolo di Principe del Galles sarebbe stato Suzerain al di sopra di ogni altro signore gallese, ma senza ambizioni territoriali sull'Inghilterra, il che implicò la liberazione dei britanni che risiedevano in luoghi che da lungo tempo erano considerati parte dell'Inghilterra, come il Devon, la Cornovaglia, il Cumberland ed altri luoghi ancora.
La famiglia Aberffraw pretese per un lungo periodo la supermazia sugli altri signori gallesi, inclusi i sovrani di Powys e Deheubarth. Nella Storia di Gruffydd ap Cynan, scritta nel tardo XII secolo, la famiglia asserì i propri diritti in quanto linea senior di discendenza da Rhodri il Grande, che tra il 820 e il 870 aveva governato su gran parte del Galles, e i cui figli giunsero al potere a Gwynedd, Deheubarth e Powys. La biografia di Gruffydd ap Cynan fu scritta prima in latino ed era stata pensata per un pubblico più ampio fuori dal Galles. Il motivo di questa pretesa era che la famiglia Aberffraw non doveva nulla ai re inglesi per la propria posizione nel Galles, e detenevano autorità nel Galles "per diritto assoluto tramite discendenza", scrisse lo storico John Davies.

## Prima del 1284: il Casato degli Aberffraw
Il Principato del Galles fu creato nel 1216 al Consiglio di Aberdyfi, quando fu convenuto tra Llywelyn il Grande e gli altri principi sovrani gallesi che egli sarebbe stato il leader supremo tra di loro, e che essi avrebbero dovuto rendergli omaggio. In seguito egli ottenne il riconoscimento di questo accordo, almeno in parte, da parte del Re d'Inghilterra, che acconsentì a che gli eredi di Llywelyn potessero portare il titolo di "Principe del Galles", ma con certe limitazioni al suo regno e con altre condizioni, incluso l'omaggio al Re d'Inghilterra come vassallo, e l'aderenza alle regole che riguardavano la successione legittima. Llywelyn si era preoccupato di garantire che i suoi eredi ed i successori seguissero il sistema ereditario "approvato" (almeno dal Papa", che escludeva i figli illegittimi. 
Nel seguire questa regola, escluse il suo fratello maggiore illegittimo Gruffydd ap Llywelyn dall'ereditarietà, una decisione che in seguito avrebbe avuto conseguenze. nel 1240 llywelyn morì ed Enrico III d'Inghilterra, che successe a Giovanni, invase subito grandi parti del suo ex regno, usurpandole. Tuttavia, le due parti giunsero alla pace ed Enrico onorò almeno parte dell'accordo, conferendo a Dafydd ap Llywelyn il titolo di "Principe del Galles". Il titolo sarebbe stato poi passato al successore Llywelyn nel 1267 (dopo che egli ebbe combattuto per ottenerlo), e fu in seguito contestato dal fratello Dafydd e da altri membri del Casato di Aberffraw.

### I prìncipi Aberffraw
La numerazione tradizionale dei Principi del Galles (secondo fonti gallesi) inizia con Owain Gwynedd che governò dal 1137 al 1170. Non fu mai riconosciuto come Principe del Galles, e infatti non utilizzò mai quel titolo; tuttavia, dai cronisti storici, fu considerato il primo Principe gallese del Galles unito. Ciò fu dimostrato quando Owain Glyndŵr fu incoronato esplicitamente come Owain IV del Galles nel 1404. Gli inglesi la pensavano molto diversamente e consideravano il titolo come conferito da loro stessi e con la loro benedizione esclusivamente su Dafydd ap Llywelyn nel 1240 e su Llywelyn ap Gruffudd nel 1267. Dopo il 1301 il titolo fu conferito al figlio maggiore ed erede al trono inglese.

#### Owain Gwynedd (1137–1170)
Owain Gwynedd riuscì a mantenere la posizione privilegiata che il padre aveva ottenuto per la propria famiglia nel Galles. Nel 1154 sconfisse una invasione inglese e di Powys, ma fu obbligato a rinunciare ad alcuni territori che confinavano con il fiume Dee. negli anni successivi riconquistò queste regioni e raggiunse una posizione dominante per Gwynedd nel Galles, che non si vedeva da secoli. Durante il regno di Owain cambiò il suo titolo da "Re di Gwynedd" a "Principe dei gallesi".

#### Dafydd ab Owain Gwynedd (c.1170–1195)
Dafydd ab Owain Gwynedd aveva usurpato la corona dal fratello in una guerra civile sfiancante all'interno di Gwynedd. Egli sposò la sorellastra del re Enrico II d'Inghilterra nel 1174 e fu in seguito espulso nel 1195 dai suoi domini dal nipote Llywelyn.